# 聖拉斐爾 (安蒂奧基亞省)
聖拉斐爾是哥倫比亞的城鎮，位於該國北部，由安蒂奧基亞省負責管轄，距離首府麥德林104公里，始建於1864年，面積362平方公里，海拔高度1,160米，2005年人口13,203。
6°17′51″N 75°01′53″W / 6.2975°N 75.0314°W